# Муніципальний стадіон імені Хуана Рохаса
Міський стадіон імені Хуана Рохаса (ісп. Estadio Municipal Juan Rojas) — регбійний стадіон у місті Альмерія, Іспанія. Місткість стадіону складає 13,468 глядачів. Нсить назву на честь легендарного футболіста «Альмерії» Хуана Рохаса, який раптово помер у 2000 році.

## Історія
Стадіон був побудований в листопаді 1975 року і отримав назву «Антоніо Франко Наварро» (ісп. Antonio Franco Navarro). Спочатку він використовувався як стадіон футбольного клубу «Альмерія», поки команда не переїхала на нову арену «Хуегос Медітерранеос» в 2004 році, а на цьому стадіоні залишилась виступати резервна команда.
У 2017 році стадіон був частково знесено, щоб розширити поле і отримати можливість провести матчі з регібі місцевої команди «Альмерія». Він був нарешті знову відкритий 8 вересня 2018 року.